# Gethyllis cavidens
Gethyllis cavidens är en amaryllisväxtart som beskrevs av D.Müll.-doblies. Gethyllis cavidens ingår i släktet Gethyllis och familjen amaryllisväxter. Inga underarter finns listade i Catalogue of Life.